# Chwytak (robotyka)

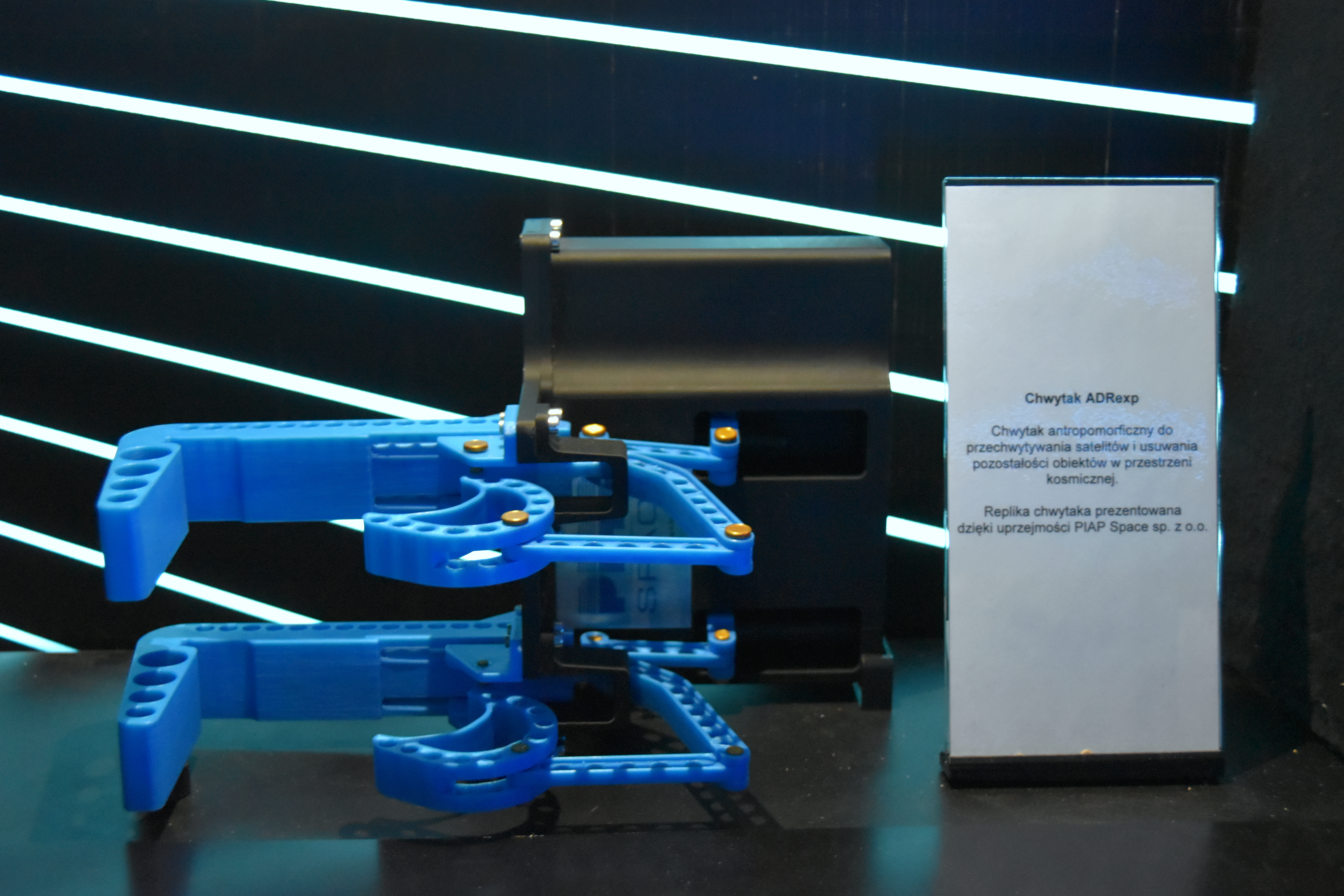
Chwytak antropomorficzny ADRexp do przechwytywania satelitów

Chwytak – jest to oprzyrządowanie technologiczne manipulatorów robotów przeznaczone do manipulowania przedmiotami. Zadaniem tych narzędzi jest uchwycenie detalu, utrzymanie go podczas transportu oraz jego zwolnienie w miejscu docelowym.

## Budowa chwytaka
Chwytaki składają się z zespołu napędowego, przeniesienia napędu i końcówek chwytnych. Kształt i parametry poszczególnych zespołów zależą od materiału, kształtu detalu, środowiska pracy oraz zastosowania.

## Zadania chwytaka
- uchwycenie manipulowanego przedmiotu z zapewnieniem mu właściwej orientacji
- utrzymanie przedmiotu pomimo działających sił zewnętrznych i przyspieszeń transportowych
- pozostawienie przedmiotu we właściwej orientacji w miejscu przeznaczenia

## Podział chwytaków
- Ze względu na budowę:
  - napędu
    - mechaniczny
    - pneumatyczny
    - hydrauliczny
    - elektromagnetyczny
    - adhezyjny

  - układu przeniesienia napędu
    - nożycowy
    - szczypcowy
    - imadłowy
    - opasujący

- Nożycowy
- Szczypcowy
- Imadłowy
- Opasujący

- układu wykonawczego
  - dwuszczękowy
  - trójszczękowy
  - wieloszczękowy
  - inny

z końcówkami:
- - sztywnymi
  - sprężystymi
  - elastycznymi

Nożycowy
Szczypcowy
Imadłowy
Opasujący

- Ze względu na sposób trzymania detalu:
  - kształtowe
  - siłowe
  - siłowo-kształtowe

Siłowe
Kształtowe
Siłowo-kształtowe

- Ze względu na sposób mocowania chwytaka:
  - ręczny
  - automatyczny (z adapterem)